# 阿隆·米爾班克
阿隆·米爾班克（英語：Aaron Millbank；1995年2月4日—）是一位英格蘭足球運動員。在場上的位置是前鋒。他現在效力於英格蘭足球甲級聯賽球隊吉林汉姆足球俱乐部。米尔班克于2012年1月重返“吉尔”队，出场3次。

## 外部連結
- 足球数据库：阿隆·米爾班克的球员统计数据